# Elinor Wonders Why
«Elinor Wonders Why» — канадсько-американський анімаційний телесеріал, створений Pipeline Studios і Shoe Ink.

## Історія створення
Шоу на тему дослідження спонукає дітей стежити за своєю цікавістю, задавати запитання, коли вони не розуміють, і знаходити відповіді, використовуючи навички наукових досліджень. Головна героїня Елінор, найбільш спостережливий і допитливий кролик-кролик у Містечку тварин, на північ від Природного лісу, Каліфорнія, знайомить дітей віком від 3 до 6 років з наукою, природою та спільнотою через пригоди зі своїми друзями Олів і Арі. Кожен епізод включає дві 11-хвилинні анімаційні історії та інтерстиціальний вміст, де Елінор та її однокласники насолоджуються або сеньйором Тапіром, що співає про відомих дослідників природи, або пані Моль, яка читає історії.